# 멕시코 배구 국가대표팀
멕시코 배구 국가대표팀(스페인어: Selección de voleibol de México)은 멕시코를 대표하여 국가대항전에 참가하는 배구 국가대표팀으로 멕시코 배구 연맹에 의해 운영된다.